# ER: The Game
«Скорая помощь: В борьбе за жизнь» (англ. ER: The Game) — компьютерная игра 2005 года, созданная по мотивам одноимённого сериала. Игру разработала компания «Legacy Interactive». Издатель — «Vivendi Games», в России игру выпустила компания «Руссобит-М».
В озвучивании персонажей на русский язык принимали участие те же актёры, что и работали над озвучиванием сериала в период трансляции на канале НТВ.

## Сюжет
В центре сюжет оказывается молодой врач (игрок), который работает в городской больнице Чикаго. Кажется, что это обычный тихий день, но неожиданно поступает сообщение, что на автостраде произошла страшная авария, в результате которой жертвами стали десятки человек.

## Озвучивание
- Ноа Уайли — Доктор Джон Картер
- Шерри Стрингфилд — Доктор Сьюзан Льюис
- Мехи Файфер — Доктор Грегори Пратт
- Абрахам Бенруби — Джерри Марковиц
- Иветт Фриман — Медсестра Хали Адамс
- Эйприл Стюарт / Квинтон Флин — Доктор Рейл
- Эллисон Левин — Лоррэйн ЛаКоста
- Ким Страусс — Хэнк
- Грег Болдуин — Доктор Келнек
- Чарльз Каленберг — Сенатор

## Геймплей
В игре существует 6 типов профессий, игрок может выбрать направление работы своего врача, а также множество характеристик и особенностей внешности. Обучение персонажа происходит непосредственно во время игры. За удачное выполнение заданий игрок получает звёздочки.
Сюжет игры разделён на дни. Рабочий день игры длится около часа игрового времени — на протяжении которого лечить каждого поступившего пациента прямая обязанность игрока. Степень заболевания оценивается по шкале из 10 баллов.

## Отзывы
| Сводный рейтинг | Сводный рейтинг |
| Агрегатор       | Оценка          |
| --------------- | --------------- |
| GameRankings    | 61,48 %         |